# Platanthera likiangensis
Platanthera likiangensis är en orkidéart som beskrevs av Tang och Fa Tsuan Wang. Platanthera likiangensis ingår i släktet nattvioler, och familjen orkidéer. IUCN kategoriserar arten globalt som sårbar. Inga underarter finns listade i Catalogue of Life.